# Nothofagus pumilio
Nothofagus pumilio là một loài thực vật có hoa trong họ Nothofagaceae. Loài này được (Poepp. & Endl.) Krasser mô tả khoa học đầu tiên năm 1896.

## Hình ảnh

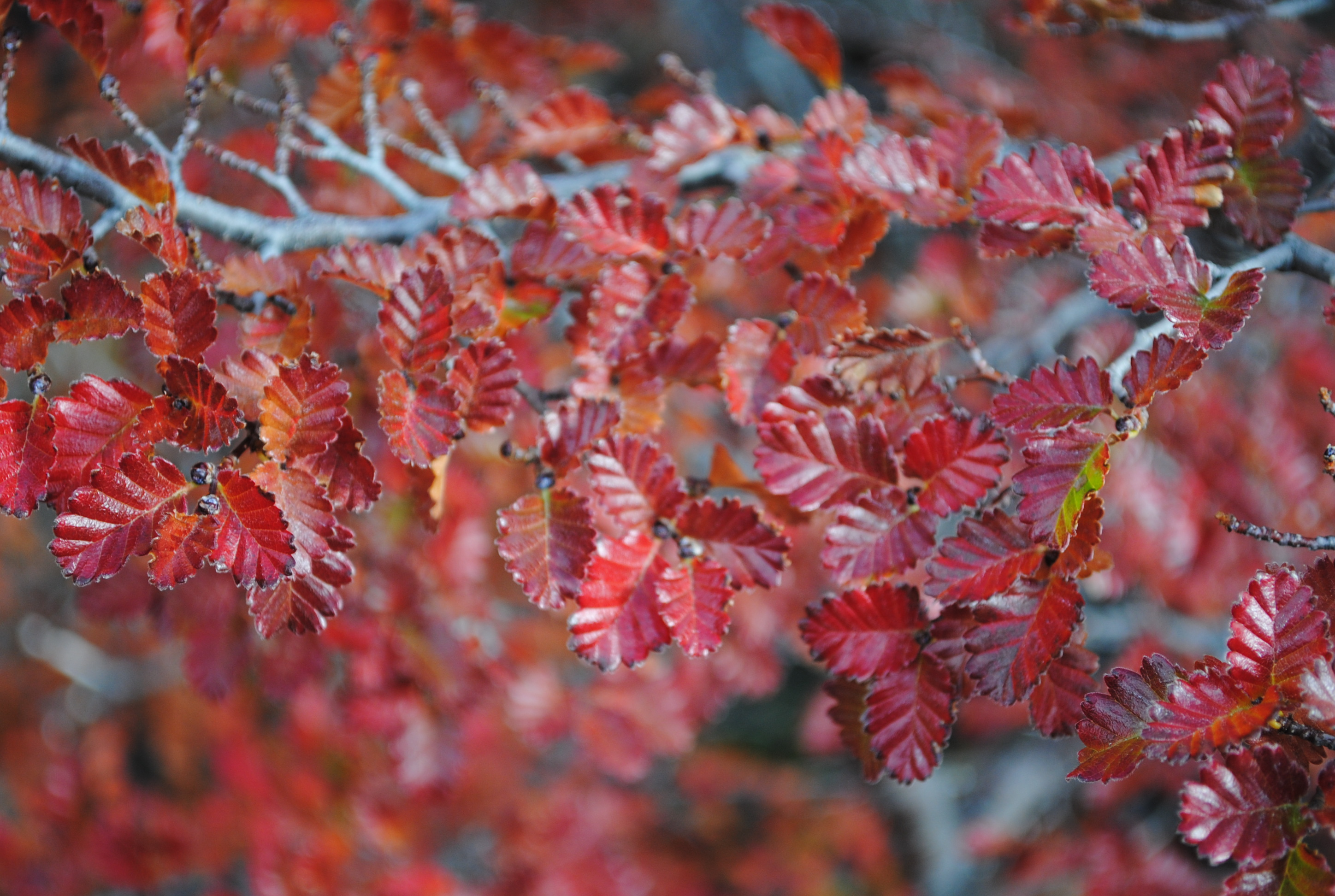
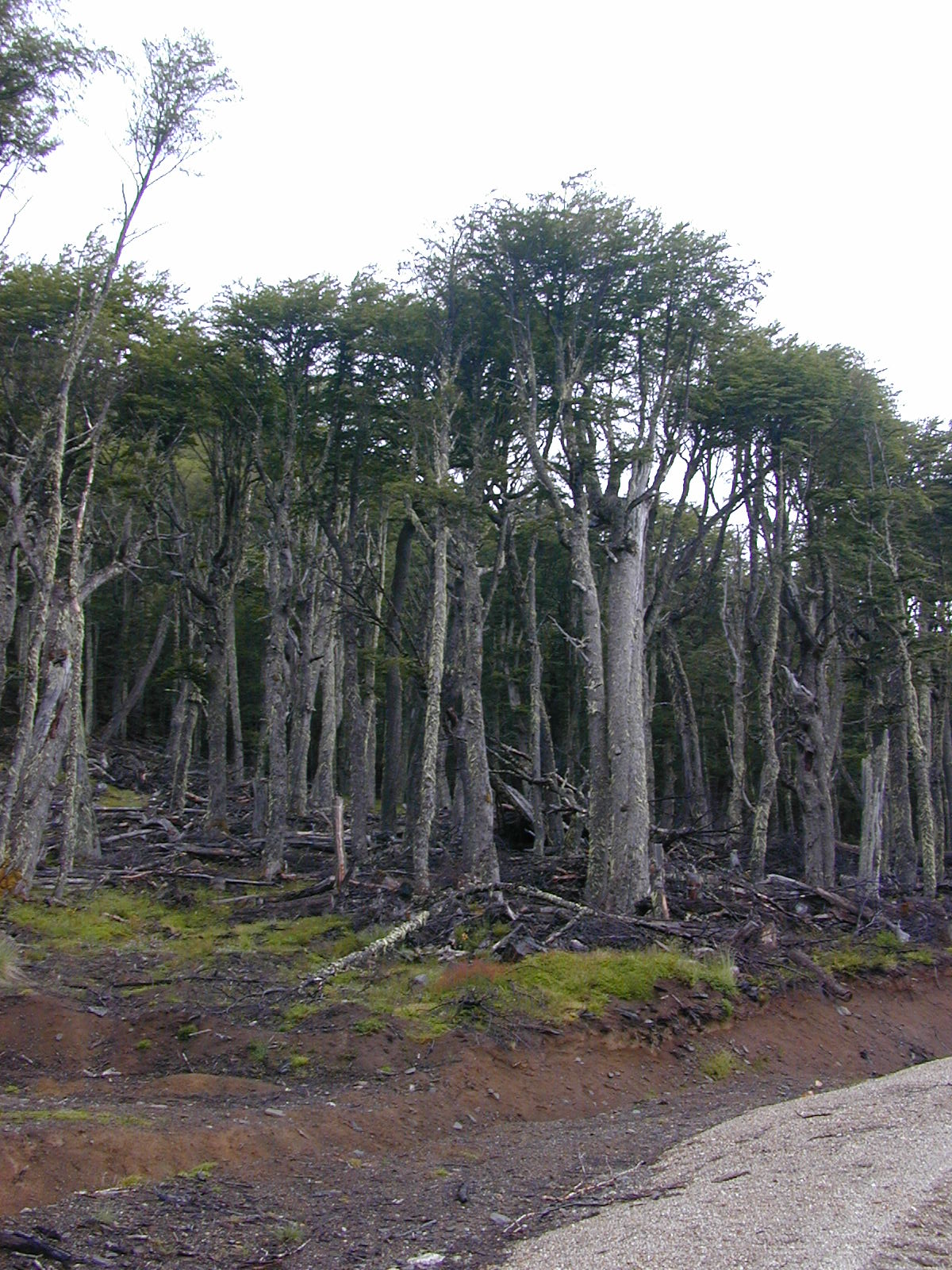
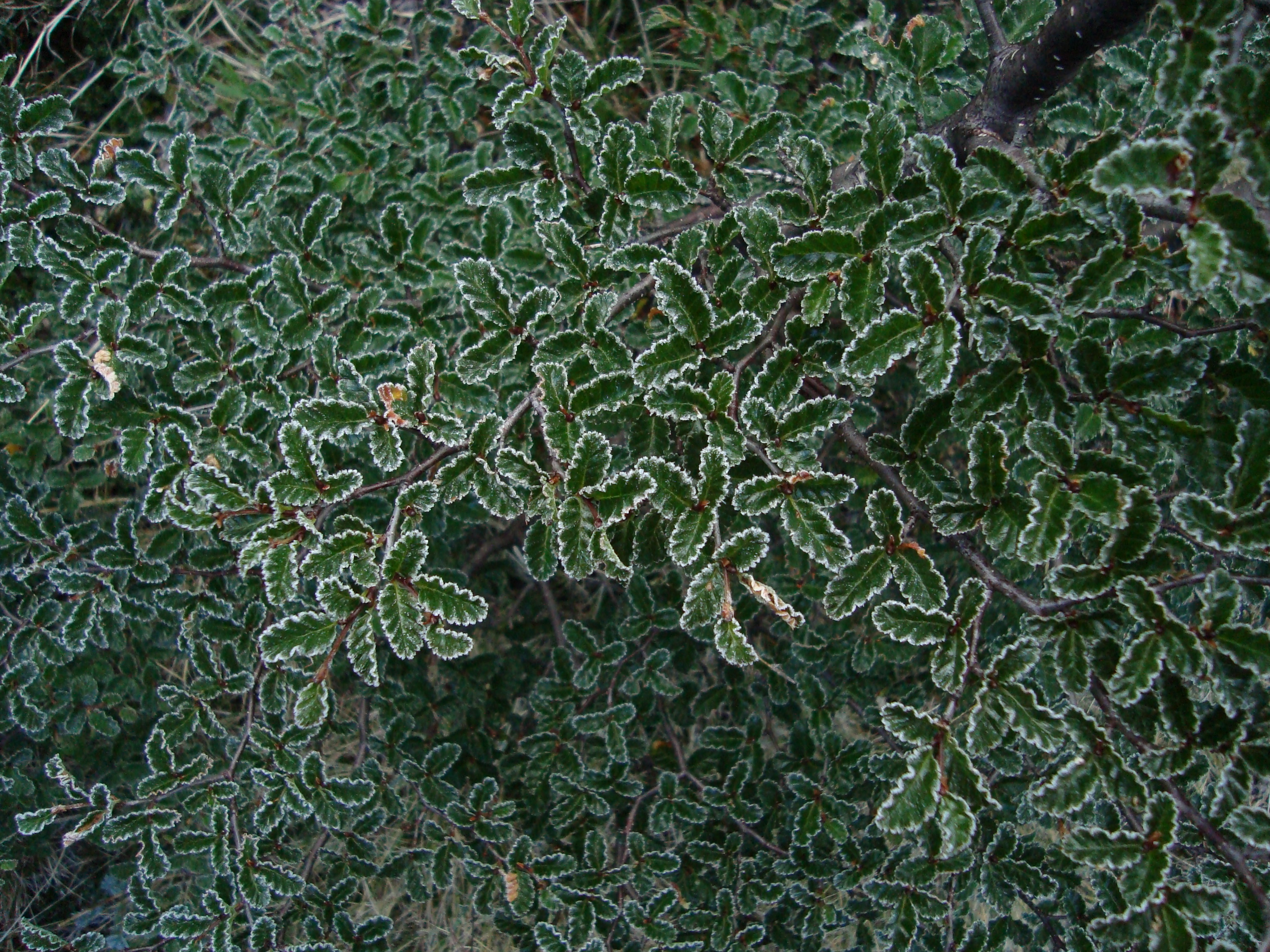
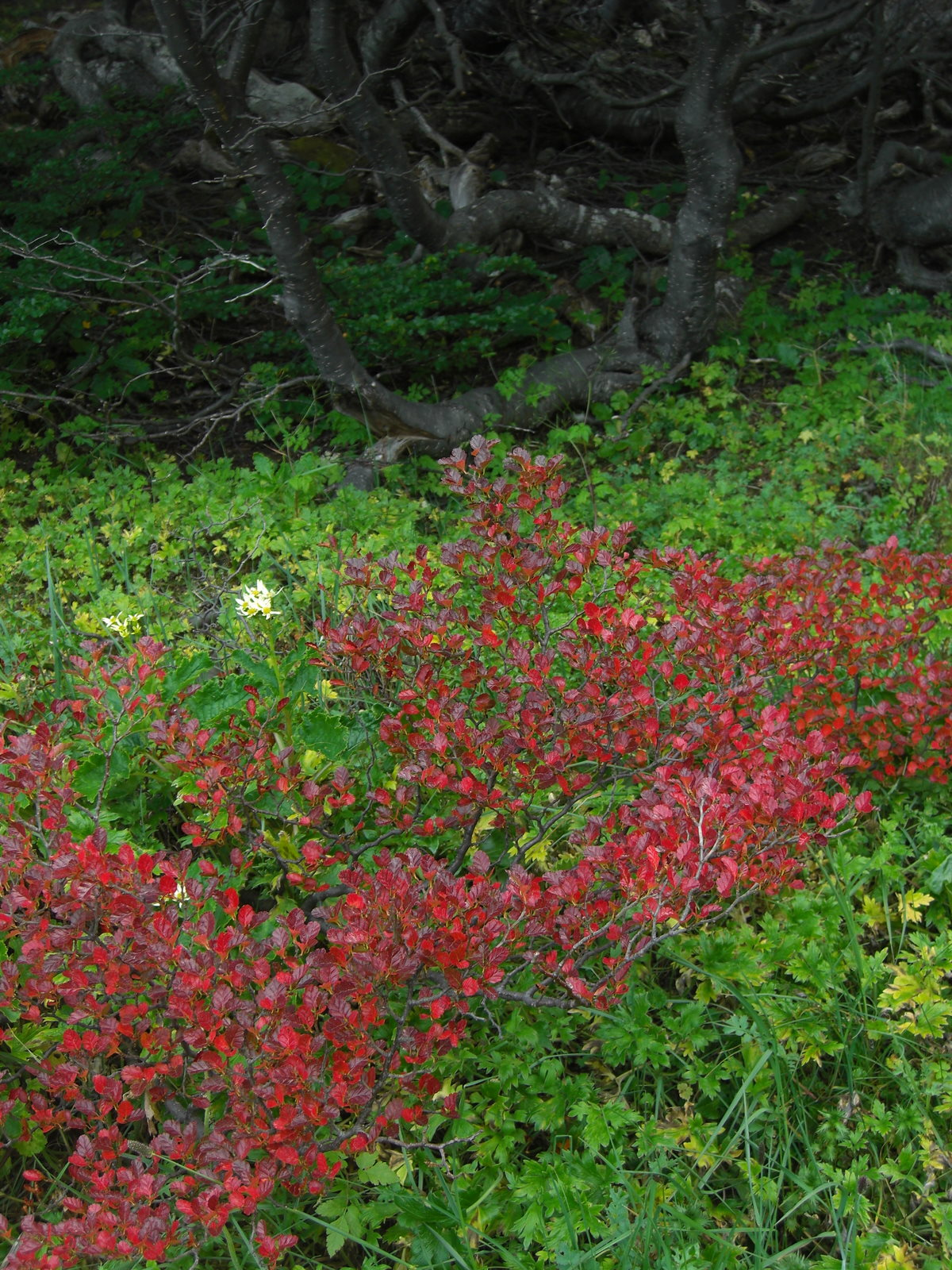